# 朴旻智
朴旻智（韓語：박민지，1989年7月22日—），韓國女演員。2003年在時尚雜誌Ceci模特兒選拔大會中獲得大賞而進入演藝圈，第一部作品是2005年電影《小夫妻》。

## 演出作品

### 電視劇
- 2005年：MBC《Non-Stop 5》
- 2005年：KBS《18．29》飾演 柳惠燦（少年）
- 2006年：Mnet《墜落天使珍妮》飾演 珍妮
- 2007年：KBS《最強我媽媽》飾演 吳彩琳
- 2007年：MBC《文熙》飾演 金田
- 2008年：KBS《你是我的命運》飾演 潘允熙
- 2010年：KBS《富翁的誕生》飾演 朴江淑
- 2012年：tvN《結婚的策略》飾演 劉敏智
- 2012年：SBS《大風水》飾演 般若（少年）
- 2013年：MBC《當男人戀愛時》飾演 恩艾
- 2014年：OCN《神的測驗4》飾演 朴夏英
- 2015年：網路劇《獵狗小姐》飾演 游申利
- 2016年：tvN《奶酪陷阱》飾演 張寶羅
- 2016年：網路劇《魔法手機》飾演 拿铁 / 李智熙
- 2016年：MBC《重新開始》飾演 羅英子
- 2018年：MBC《入贅丈夫吳作鬥》飾演 權世美
- 2018年：JTBC《我的ID是江南美人》飾演 雅凜（特別出演）
- 2018年：SBS《Ms.Ma，復仇的女神》飾演 鄭柳靜
- 2019年：Channel A《平日下午3點的戀人》飾演 高允雅
- 2020年：KBS第1频道《絕妙的遺產》飾演 孫寶美
- 2020年：MBN《我的危險妻子》飾演 青年沈在景

### 電影
- 2005年：《小夫妻（朝鲜语：제니, 주노）》
- 2006年：《Punch Strike》
- 2006年：《17歲的彼得潘》
- 2008年：《最後的禮物》
- 2008年：《我的Do Re Mi男孩》
- 2016年：《男與女》
- 2016年：《季春奶奶》

### MV
- 2006年：李昇基《當男人愛上女人的時候》
- 2006年：朴慧京《Yesterday》
- 2014年：U-KISS《Break Up》

## 外部連結
- NAVER （页面存档备份，存于）
- 官方網站 （页面存档备份，存于）
- 朴旻智的Instagram帳戶
- 朴旻智的X（前Twitter）